# The Woman's Angle
The Woman's Angle es una película británica de 1952 de drama dirigida por Leslie Arliss y protagonizada por Edward Underdown, Cathy O'Donnell y Lois Maxwell. Está basada en la novela Three Cups of Coffee de Ruth Feiner.

## Trama
Historia de tres amoríos de hombre que pertenecen a una célebre familia de músicos, culminando en divorcio y su final descubrimiento de la felicidad.

## Reparto
- Edward Underdown - Robert Mansell
- Cathy O'Donnell - Nina Van Rhyne
- Lois Maxwell - Enid Mansell
- Claude Farell - Delysia Veronova
- Peter Reynolds - Brian Mansell
- Marjorie Fielding - Señora Mansell
- Anthony Nicholls - Doctor Nigel Jarvis
- Isabel Dean - Isobel Mansell
- John Bentley - Renfro Mansell
- Olaf Pooley - Fudolf Mansell
- Ernest Thesiger -  Juez
- Eric Pohlmann - Steffano
- Joan Collins - Marina
- Dana Wynter - Elaine
- Geoffrey Toone - Conde Cambia
- Anton Diffring - Campesino
- Miles Malleson - A. Secrett
- Peter Illing - Sergei
- Teddy Johnson - Cantante del club nocturno